# Ente nazionale di previdenza e assistenza per i consulenti del lavoro
L'Ente nazionale di previdenza e assistenza per i consulenti del lavoro (ENPACL) è un ente italiano gestore di forme di previdenza di primo pilastro, avente lo scopo di provvedere al trattamento pensionistico dei professionisti iscritti all'ordine dei consulenti del lavoro e alle rispettive famiglie.
L'ente ha sede a Roma in Viale del Caravaggio n. 78.
La cassa è un ente con personalità giuridica di diritto privato che svolge un servizio pubblico di tipo previdenziale e da stato assistenziale previsti dall'art. 38 della Costituzione.

## Funzionamento
L'ente è regolamentato da apposito statuto approvato con decreto interministeriale.
Lo statuto prevede i seguenti organi di funzionamento dell'ente:
- assemblea dei delegati: composta dagli iscritti all'ordine dei consulenti del lavoro, è competente a decidere sulle modifiche dello statuto, nomina gli amministratori e un sindaco, approva i bilanci e stabilisce i compensi di amministratori e sindaci;
- consiglio di amministrazione: composto da sette membri eletti a scrutinio segreto dall'assemblea dei delegati, è l'organo esecutivo dell'ente;
- presidente: eletto dal consiglio di amministrazione, ha la rappresentanza anche in giudizio dell'ente;
- collegio dei sindaci: composto da tre membri, nominati rispettivamente dal ministro del lavoro e delle politiche sociali, dal ministro dell'economia e delle finanze e dall'assemblea dei delegati dell'ente stesso, ha funzioni di controllo.

Esistono poi delle commissioni con incarichi specifici. Attualmente sono attive le seguenti commissioni:
- comitato ISO 9000,
- commissione rapporti con il personale;
- commissione investimenti immobiliari;
- commissione interventi a favore dei neo iscritti e pensionati;
- commissione previdenza;
- commissione assembleare indirizzo gestione investimenti mobiliari;
- commissione riforma.

## Prestazioni garantite
L'ente fornisce le seguenti prestazioni:
- erogazione pensione di vecchiaia,
- erogazione pensione di anzianità,
- erogazione pensione di inabilità,
- erogazione pensione di reversibilità,
- erogazione pensione indiretta,
- integrazione al minimo pensionistico,
- erogazione di rendita contributiva,
- sussidi per circostanze straordinarie,
- indennità di maternità,
- erogazione mutui per acquisto o ristrutturazione prima casa o acquisto dello studio professionale,
- erogazione di prestiti d'onore ai neo-iscritti,
- assistenza sanitaria integrativa.

## Contributi
L'importo dei contributi varia a seconda dell'anzianità di iscrizione. È previsto un contributo soggettivo da versare in quattro rate trimestrali mediante MAV e un contributo integrativo calcolato sul 2% del fatturato fino al 31.12.2012 e del 4% a far data dal 01.01.2013..
L'ente permette il riscatto degli anni di università e praticantato ai fini pensionistici.

### Leggi
- Costituzione della Repubblica Italiana
- Decreto legislativo 30 giugno 1994, n. 509, in materia di "Attuazione della delega conferita dall'art. 1, comma 32, della legge 24 dicembre 1993, n. 537, in materia di trasformazione in persone giuridiche private di enti gestori di forme obbligatorie di previdenza e assistenza."
- Decreto-legge 2 dicembre 2011, n. 201, articolo 24, in materia di "Disposizioni urgenti per la crescita, l'equita' e il consolidamento dei conti pubblici."

### Circolari
- Circolare Ministero del Lavoro e delle Politiche sociali - 16 giugno 2012 (PDF) (archiviato dall'url originale il 4 maggio 2014).